# Zamek w Karniszynie
Zamek w Karniszynie, Arx Carnissinum – nieistniejący gród położony w miejscowości Karniszyn w województwie mazowieckim, na zachód od centrum wsi, tuż za rzeką Lutą. Obecnie zachowało się jedynie widoczne wywyższenie terenu o wymiarach 50 na 60 metrów oraz niewielki nasyp z zagłębieniem od strony wschodniej. Gród był położony na bagnistych terenach rzeki Wkry i Luty, odpierał drobne najazdy rycerzy Zakonu Krzyżackiego.

## Historia
Po raz pierwszy zamek został wspomniany w 1414 roku, kiedy uległ zniszczeniu przez oddziały Zakonu Krzyżackiego. Jędrzej Święcicki w swoim dziele "Topographia sive Masoviae descriptio" opisuje go jako „Arx Carnissinum". Fortalicja została odbudowana, a następnie była kilkukrotnie niszczona ponownie. W 1656 roku, w czasie potopu szwedzkiego, Karniszyn został najechany przez wojska szwedzkie, a zamek całkowicie zburzono. Po wojnie nie został odbudowany.
Wiosną 1985 roku w miejscu wskazanym przez mieszkańców Karniszyna zostały przeprowadzone prace archeologiczne, podczas których znaleziono wiele ceramicznych obiektów, fragmenty węgla drzewnego i cegieł. Według podań miejscowej ludności pod zamkiem w Karniszynie istniał tunel, który ciągnął się aż do zamku w Bieżuniu.